# 地域研究
地域研究（ちいきけんきゅう、英語: area studies）とは、主に国家規模の地域を対象として、各地域の共時性に留意しながら、その地域の特色を他地域と比較しながら考察し、当該地域の政治、経済、産業、法制度、社会、文化、民俗などについて広く研究する学問分野である。

## 歴史と概要
地域研究 (area studies) の発祥は通常アメリカとされる。戦後、冷戦を背景として世界全域への関与を強めたアメリカだったが、モンロー主義の影響などもあって、中南米以外の第三世界についての知見は限定されたものだった。そのため、アメリカの世界戦略を推進するための知識・情報を蓄積する、いわば「地域の物知り」が必要とされるようになった。そのためアメリカは巨費を投じてアジアやアフリカの専門家を育成した。これらの地域は、西洋的な常識が通用しないため、従来の経済学・法学・歴史学といった枠組みでは分析しきれず、人類学や民族学の成果や手法を取り入れた学際的手法を取ることが多かった。その意味では、東洋学や植民地学のアメリカ版ともいえる。

## 下位分野
- アジア学
  - 東アジア研究
    - 日本学
      - アイヌ学
      - 東北学
      - 東京学（江戸学）
      - 京都学
      - 奄美学
      - 沖縄学

    - 中国学
      - 北京学
      - 香港学
      - 台湾学
      - 壮学（チワン学）

    - 朝鮮学（韓国学・高麗学）
      - 北朝鮮学

    - 満学

  - 東南アジア学
    - タイ学
    - フィリピン学
    - ビルマ学
    - ベトナム学

  - 中央アジア学（トルコ学）
    - モンゴル学
    - チベット学

  - 南アジア学
    - インド学
    - シンド学
    - チベット学
    - ドラヴィタ学
    - パキスタン学

  - 中東学（近東学）
    - アッシリア学
    - イスラーム学
    - イラン学
      - クルド学
      - ペルシャ学

    - コーカサス学
    - トルコ学
      - オスマン学

    - ユダヤ学
- アフリカ学
  - エジプト学
- オセアニア学
  - オーストラリア学
  - ニュージーランド学
- 南北アメリカ研究
  - アメリカ学（アメリカ合衆国）
  - アパラチア学
  - ラテンアメリカ学
    - 南米学
    - ケベック学
- 欧州研究
  - イギリス学
    - アングロ＝サクソン学

  - オランダ学
  - ケルト学
  - スカンディナヴィア学
  - スラブ学
    - ウクライナ学
    - ロシア学
      - クレムリン学（クレムリノロジー）

  - ドイツ学
  - バルト学
  - フィンランド学
  - ビザンツ学
  - ロマンス語学
    - イタリア学
    - スペイン学

  - 古典学
    - アッシリア学
      - エジプト学

## 隣接学問領域との接点
地域研究という名前からは、地域とは何か?、あるいは、国家や地方行政区が相互排他的であるのに対し、重層的、相互重複的に存在しうる地域の特質、といったことへの考察が連想されるが、これらはむしろ政治経済学分野の地域主義などでなされていて、地域研究で問われることは少ない。また、地縁関係に基づく基層的な地域社会を対象とする研究も地域研究ではなく社会学の対象とされている（地域社会学、農村社会学）。一方、ユーラシア、南北アメリカといった広域的な地域の研究も国際関係論の対象とされ、地域研究で扱われることは少ない。地域研究は、国際関係論や比較政治学のように、複数の地域・国家の関係性や比較に留意するよりも、個々の地域を独立的に捉えようとする傾向が強い。また、日本の研究組織で取り組まれている「地域研究」における「地域」とは、原則として東アジア、東南アジア、南アジア、中東、アフリカ、ヨーロッパ、アメリカ大陸などかなり大きく区分する傾向がある。

### 地域研究と地誌学の相違点
また、地域研究は一見地誌学と似ているが、やはり相違点がある。
地域研究は原則として自然科学的な方法を排除するが、地誌学は自然科学的な研究方法を用いる
地域研究は自然科学的な研究方法は原則として用いないが、地誌学は人文科学・社会科学・自然科学全ての研究方法を用いる。したがって地域研究では対象としない地域の自然（地形・水文・気候等）は地誌学の研究対象となる。また政治・経済・産業・法制度・社会・文化・民俗等について見るべきものがなく、地形・水文・気候等しか研究対象のない北極地方や南極地方は地誌学の研究対象となるが、地域研究の対象とはならない。ただし、近年、環境問題・環境政策のようにある程度は自然科学の知識が必要な問題が地域研究の課題とされるようになっているため、この区別は絶対的なものではなくなっている。日本において地域研究の名の下に行われている研究が、今のところ自然科学的な方法を排除している背景として、地域研究者になるためには、研究対象としている地域の言語や旧宗主国の言語など様々な語学を修得しなければならず、語学と並行して自然科学的な統計学やコンピュータによる解析などを修得するとなると、かなり負担が重くなることが考えられる。
例外的に、京都大学で東南アジア研究を中心に展開された地域研究は、早くから自然科学者との共同研究を行っており、世界的にもユニークな成果を生み出した。
地域研究は通常は、研究主体にとって自国、自文化以外を対象とするが、地誌学は世界と自国を対象とする
ただし、地域研究の比較対照として自国を研究対象とする場合は多い。さらに、ここから派生し東京大学などで進められている比較日本研究も地域研究の一部と理解すべきである。

## 地域研究を行っている研究機関

### 日本
日本では、戦中の1941年に東京帝国大学に東洋文化研究所が設置され、1960年代に入ると、1960年には通産省所管のアジア経済研究所（現在、日本貿易振興機構）、1964年には東京外国語大学にアジア・アフリカ言語文化研究所、京都大学に東南アジア研究センターが設置され、以後、全国的に国際的な地域研究が取り組まれるようになっている。また、2006年4月には京都大学地域研究統合情報センターが設置され、全国約90の地域研究・教育機関および学会・市民団体からなる地域研究コンソーシアム (JCAS) の幹事組織として事務局運営を担当している。2017年には京都大学東南アジア研究所と統合し京都大学東南アジア地域研究研究所が発足している。
現在、地域研究が盛んな日本国内の大学および大学院、研究機関としては、
- 東京大学教養学部地域文化研究学科，大学院総合文化研究科地域文化研究専攻，東京大学東洋文化研究所
- 東京大学経済学部（応用地域学会）
- 京都大学大学院アジア・アフリカ地域研究研究科，京都大学東南アジア地域研究研究所，アフリカ地域研究資料センター
- 九州大学アジア総合政策センター，韓国研究センター
- 北海道大学スラブ・ユーラシア研究センター
- 大阪大学外国語学部，大学院・言語文化研究科 言語社会専攻地域言語社会講座，人間科学研究科グローバル人間学専攻地域研究講座，世界言語研究センター，グローバルコラボレーションセンター
- 一橋大学社会学部，大学院・社会学研究科
- 東京外国語大学 国際社会学部，大学院総合国際学研究科，アジア・アフリカ言語文化研究所
- 筑波大学 人文・文化学群比較文化学類地域主専攻，大学院・人文社会科学研究科 国際地域研究専攻および国際日本研究専攻
- 広島大学大学院総合科学研究科文明科学部門地域研究領域
- 山口大学人文学部,   大学院・東アジア研究科
- 長崎県立大学大学院・地域創生研究科, 東アジア研究所
- 島根県立大学北東アジア地域研究センター
- 早稲田大学大学院政治学研究科，大学院アジア太平洋研究科，アジア太平洋研究センター
- 慶應義塾大学 法学部，大学院・法学研究科，総合政策学部，大学院・政策・メディア研究科，東アジア研究所
- 上智大学大学院グローバル・スタディーズ研究科（旧外国語学研究科），アジア文化研究所，ラテンアメリカ研究所
- 国際基督教大学 教養学部、大学院・アーツ・サイエンス研究科 比較文化専攻および公共政策・社会研究専攻、アジア文化研究所
- 拓殖大学大学院国際協力研究科 国際開発専攻，海外事情研究所，イスラーム研究所
- 東海大学国際地域学研究科
- 同志社大学グローバル・スタディーズ研究科，アメリカ研究所
- 愛知大学国際中国学研究センター
- 広島女学院大学大学院人間生活学研究科生活文化専攻，人間生活学部生活デザイン学科地域デザイン領域
- 日本国際問題研究所
- 日本貿易振興機構，アジア経済研究所
- 中東調査会

などが挙げられる。またミッション系大学において、創設や宗派と関係の深い研究を行っている例もある。

### 日本国外
日本国外では、
- 日本研究のミシガン大学
- インドネシア研究のコーネル大学
- ロンドン大学東洋アフリカ研究科 (SOAS)
- フランス国立東洋言語文化研究所 Langues O' (INALCO)

などがある。